# Cross Bay Veterans Memorial Bridge

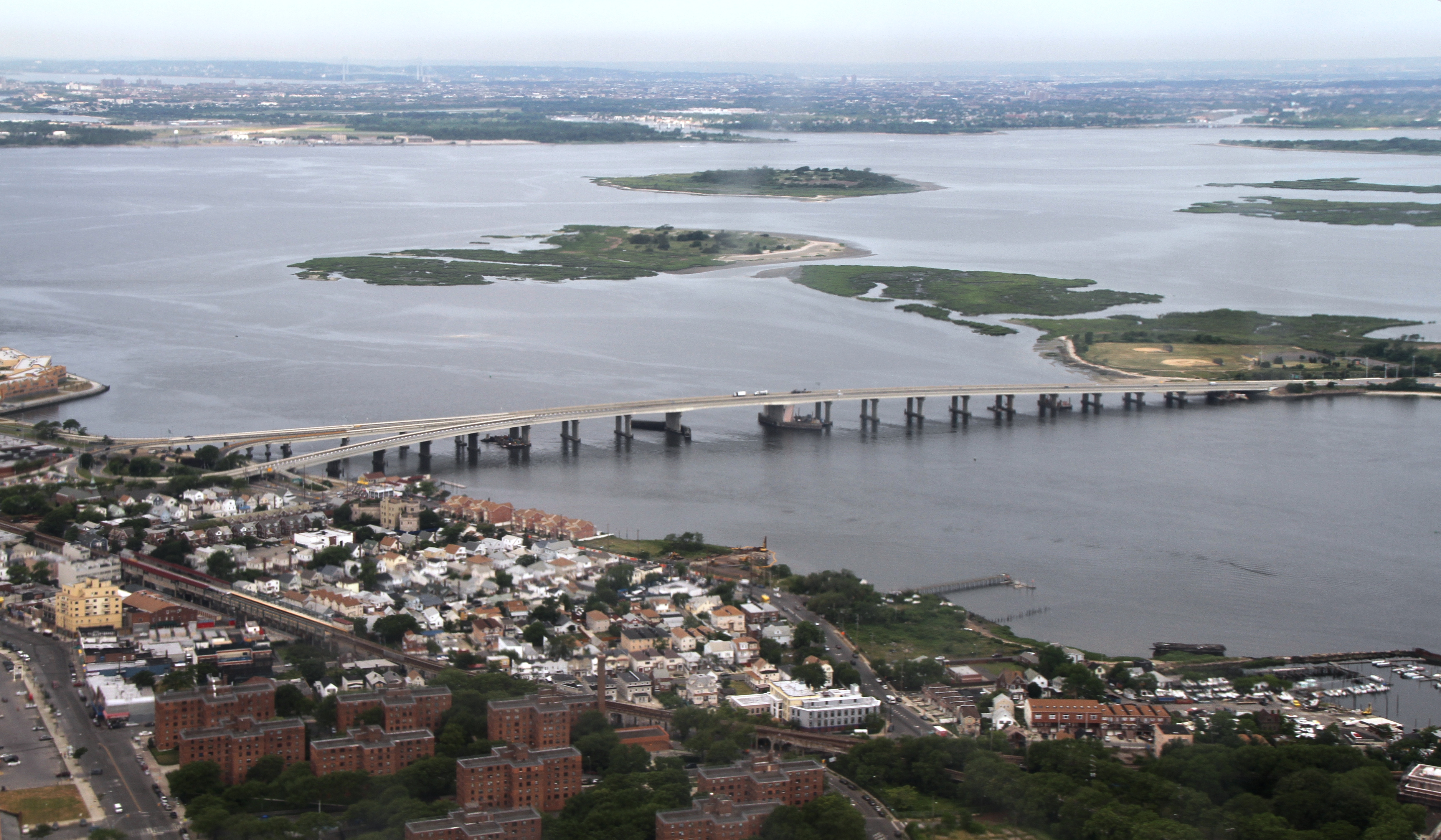
Luchtfoto op de brug, met The Rockaways linksonder in beeld

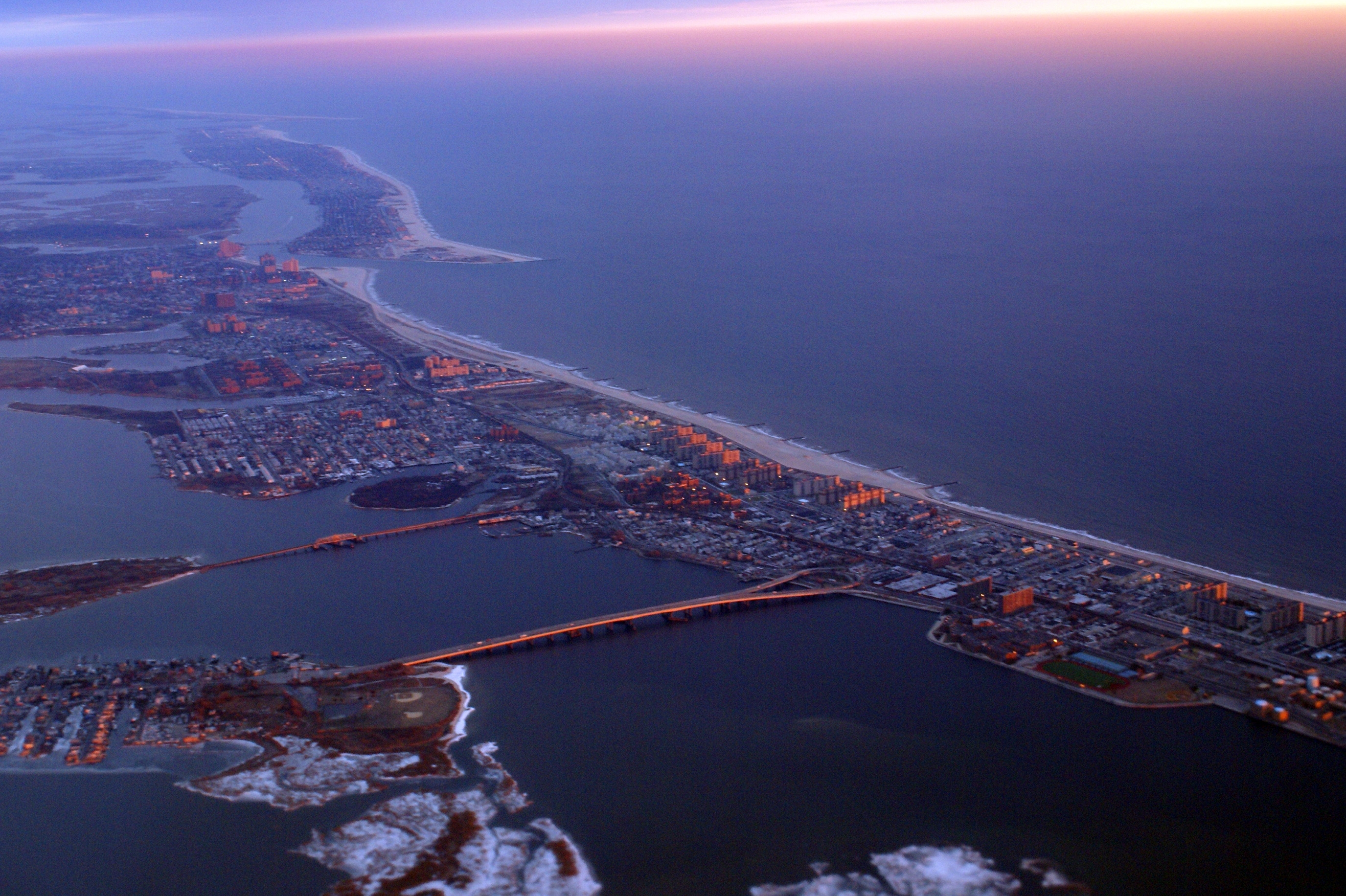
De brug 's nachts met verlichting

De Cross Bay Veterans Memorial Bridge (oorspronkelijk Cross Bay Bridge of Cross Bay Parkway Bridge) is een tolbrug in de borough Queens van New York tussen het eiland Broad Channel gelegen in Jamaica Bay en The Rockaways.
Na de verhoging van de toltarieven op 31 maart 2019 betalen passanten $ 4,75 per wagen of $ 4,00 per motorfiets via elektronische betaling, of met E‑ZPass transponders $ 2,29 per wagen en $ 1,91 per motorfiets. Het feit dat op deze brug in Queens met lokaal verkeer tol wordt geheven ligt binnen Queens, op Broad Channel en het Rockaway Peninsula gevoelig. Het is de enige brug of tunnel geheel binnen een borough gelegen in New York waar dit gebeurt. In april 2019 werd een terugbetaling van de tol voor alle private gebruikers woonachtig in heel Queens aangekondigd voor 2020. Het zou niet om een vrijstelling gaan, elke passant zou dus wel eerst de tol moeten betalen vooraleer de terugbetaling te kunnen vorderen.

## Geschiedenis
In de jaren twintig plande Robert Moses, de belangrijkste stadsurbanist en leidinggevende van het New York City Parks Department de Cross Bay Parkway, om Jamaica Bay, eerder ingepland als industrieel havengebied, uit te bouwen tot een recreatiezone en de ontsluiting van de strandzone van The Rockaways te verbeteren.
De Cross Bay Parkway maakte de verbinding tussen de wijk Howard Beach in het hoofddeel van Queens in het noorden en het schiereiland in het zuiden over het eiland Broad Channel in de baai. Er waren dus twee bruggen nodig voor de twee verbindingen van en naar dat eiland. De North Channel Bridge uit 1925 maakte de verbinding tussen het hoofddeel van Queens en het eiland Broad Channel. Deze brug werd in 1993 vervangen door de Joseph P. Addabbo Memorial Bridge. Vervolgens liep de in 1923 verbeterde en verbrede Parkway van noord tot zuid over Broad Channel om daar aan te sluiten op een gammel klein brugje van vlak na de Eerste Wereldoorlog dat de verbinding maakte met The Rockaways. Moses liet een moderne, bredere en stabiele brug bouwen voor de Cross Bay Parkway die ingehuldigd werd op 3 juni 1939, de Cross Bay Parkway Bridge. Ingenieur-architecten waren het ingenieursbureau Madigan-Hyland, algemeen aannemer was J. Rich Steers, Inc. Deze brug was een laag hangende basculebrug over de baai. Tolgeld werd vastgelegd op 15 cent. Het beheer, eerst door de New York City Parkway Authority, ging in 1940 over in handen van de Triborough Bridge and Tunnel Authority. In 1940 telde men al tot 10.000 voertuigen per dag over de brug. De brug naderde evenwel zijn levenseinde want de basculebrug was te dikwijls onbeschikbaar. Er was een redelijk grote scheepvaarttrafiek met olietankers die kerosine aanvoerden voor Idlewild Airport waarbij de Cross Bay Bridge telkens 30 tot 45 minuten geopend werd, en bovendien waren er regelmatig storingen op de motorische bediening die maakten dat meer en meer de brug bleef openstaan voor langere periodes van onbeschikbaarheid tijdens de herstellingen.
In 1966 zegde Moses 40 miljoen dollar toe uit de reserves van de Triborough Bridge and Tunnel Authority voor de constructie van een nieuwe brug en verbeteringwerken op The Rockaways. Die specifieke toezegging was de directe aanleiding voor de machtsstrijd tussen het stadsbestuur van de nieuwe burgemeester John Lindsay en de bestuurders van openbare instellingen als Triborough Bridge and Tunnel Authority en de Port Authority of New York and New Jersey. Lindsay wou paal en perk stellen aan de verregaande invloed en autonomie van deze instellingen. Het betekende het begin van het einde van de invloed van Moses op de stadsontwikkeling.
De nieuwe Cross Bay Parkway Bridge, een liggerbrug die een doorvaarthoogte van 17 meter door een scheepvaartroute van 83,8 meter breedte voorzag, werd voor 28,9 miljoen dollar gebouwd tussen 1 augustus 1967 en 1970 en in dienst genomen op 28 mei 1970. Deze hoge vaste brug laat toe in zes rijstroken over de baai te rijden, aangevuld aan de westelijke zijde met een voetpad. De brug wordt beheerd en tol wordt geheven door MTA Bridges and Tunnels.
De brug werd hernoemd en opgedragen tot Cross Bay Veterans Memorial Bridge in 1977. Rond de eeuwwisseling was het verkeer op de brug opgelopen tot 20.000 voertuigen per dag. Tussen 2007 en 2010 werd aan een kostprijs van 57 miljoen dollar een grondige renovatie van het wegdek van de brug uitgevoerd, evenwel zonder de brug ooit te sluiten, enkel werd het aantal rijstroken in elke richting beperkt. Tussen 2012 en 2018 telt de brug variabele gebruikscijfers tussen 15.000 en 28.000 passages per dag.